# Réserve de biosphère Laguna Blanca
La Réserve de biosphère Laguna Blanca est située dans le nord-ouest de l'Argentine, dans la province de Catamarca. Elle s'étend sur les départements de Antofagasta de la Sierra et de Belén, et correspond aux provinces bio-géographiques de la Puna et des Andes méridionales. La Caldeira Cerro Galán fait partie de son territoire. 
Son territoire héberge plusieurs lacs d'eau saumâtre de couleur blanchâtre dont le principal est celui qui lui a donné son nom, Laguna Blanca.
D'abord réserve naturelle provinciale à partir de 1979, elle devient réserve de biosphère en 1982, intégrant alors le programme Man and Biosphere de l'UNESCO,. En 1997 est créé le Musée intégral de la Réserve de Biosphère de Laguna Blanca, un musée universitaire (Université Nationale de Catamarca - UNCA) géré para l'Institut Interdisciplinaire de la Puna (InIP-UNCA) en collaboration avec les membres de la communauté locale. En 2004 est inauguré le centre de réception et d'interprétation du musée intégral. 

## Situation
- Latitude : de 26° 30′ à 27° 00′ sud
- Longitude : de 66° 40′ à 67° 30′ ouest
- Superficie : 973 270 ha (dont le noyau : 163 450 ha ; la zone intermédiaire dite d'amortissement : 48 170 ha ; la zone de transition : 761 650 ha).
- Altitude : 3 200 – 6 000 mètres.

## Description
Le Biome est celui de la puna. 
Le régime de propriété est majoritairement privé, avec des propriétés fort étendues appartenant à seulement quelques familles. La majorité des habitants vit donc sur les terres de propriétaires terriens et paient à ce titre des droits de pacage, de circulation, loyers pour leurs résidences, etc.
La population atteint 600 personnes, c’est-à-dire très peu de monde sur une étendue aussi vaste (le tiers de la Belgique). Leur activité principale est l'élevage de lamas et moutons qu'ils mènent en pâture, la fabrication de tissus (ponchos, etc.), et une agriculture d'auto-consommation (pommes de terre, fèves, ocas, quinoa, etc.). Il y a trois hameaux dans l'aire de transition de la réserve : Laguna Blanca, Corral Blanco et Aguas Calientes. Une partie importante de la population vit cependant en habitat dispersé.

## Flore

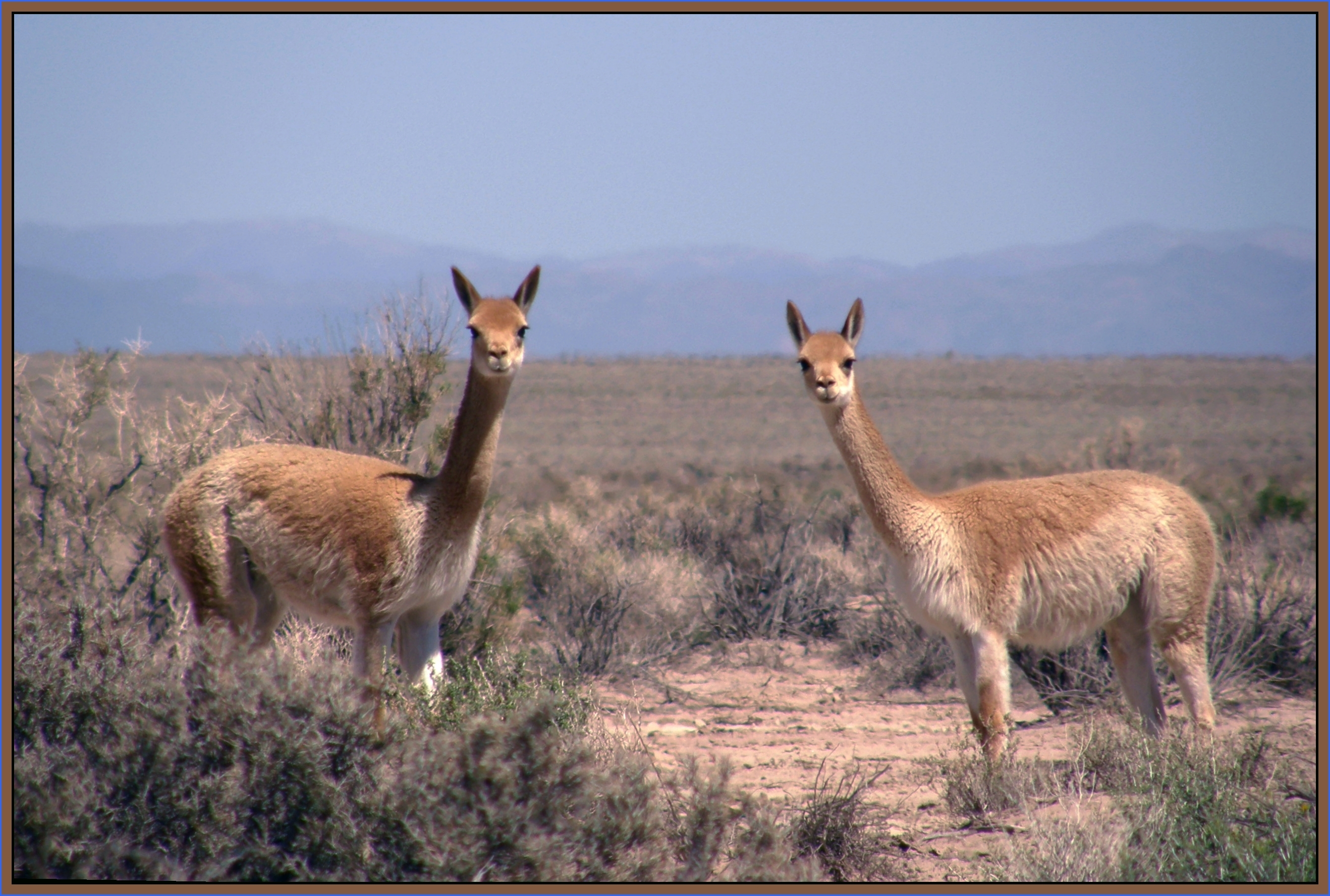
Vigognes.

Les habitats humides sont dominés par des herbacées du genre Juncus (Juncus balticus), Cortaderia rudiscula, Festuca scirpifolia, Senecio rudbeckaefolius. Dans la haute montagne on trouve surtout le Senecio Graveolens, le Werneria Poposa, l'Artemisia Copa. Les versants montagneux sont peuplés de Fabiana Densa, Parastrephia Phylicaeformis, Acantoloppia Salsoloides. Enfin les hauts plateaux voient la prédominance de Panicum Choloroeucum, Muhlenbergia Atacamensis, Festuca Orthophylla et Festuca Chrisophylla.

## Faune
La faune de la réserve inclut d'importantes populations de vigognes qui bien souvent font figure de maîtres des lieux.  
C'est une zone de grand intérêt pour ses oiseaux : flamants du Chili,  flamants de James, foulques cornues, ouettes des Andes, canards huppés, sarcelles tachetées, avocettes des Andes, vanneaux des Andes et mouettes des Andes. 
On y rencontre également des cerfs andins, des cuys ou cochons d'Inde sauvages, chinchillas, viscaches des montagnes, tatous, pumas, renards de Magellan.

## Sources

### Flore
- Bajales, Verónica B. y Cristian A. González (2011): “Recolección y reconocimiento de especies vegetales de Laguna Blanca, Dpto. de Belén (Catamarca, Argentina), para la conformación del herbario del Museo Integral de la Reserva de Biosfera de Laguna Blanca”. Dans: Arqueogasta. Estudiando el Pasado… Repensando el Futuro. Comp. A Calisaya, V. Erramouspe, V. Martín Silva. p. 93-95. San Miguel de Tucumán.  (ISBN 978-987-27378-0-1).
- Borgnia Mariela, Alejandro Maggi, Mirta Arriaga, Betina Aued, Bibiana L Vilá, Marcelo H Cassini (2006) : Caracterización de la vegetación en la Reserva de Biósfera Laguna Blanca (Catamarca, Argentina). Ecologia austral v.16 n.1 Córdoba ene./jun. 2006.

### Histoire et archéologie régionales
- Delfino, Daniel D.; R. Alejandro Díaz y Valeria E. Espiro (2007) : “¿Tierras vacas o complicidad administrativa? La reorientación económica del Bolsón puneño de Laguna Blanca à partir de la colonia”. Dans: Memorias del IIIº Congreso de Historia de Catamarca, Tomo I, Arqueología, Educación y Cultura, Geografía Humana. p. 107-124. Editorial Científica Universitaria. Universidad Nacional de Catamarca. San Fernando del Valle de Catamarca.  (ISBN 978-987-1341-09-2).

### Musée intégral
- Delfino, Daniel D. (2001): “Reserva de Biosfera de Laguna Blanca (Dpto. Belén. Catamarca): Un Museo Integral en su extensión territorial”. En: Arqueología Espacial. no 23. p. 175-197. Seminario de Arqueología y Etnología Turolense. Instituto de Estudios Turolenses. Teruel.  (ISSN 1136-8195).